# Hydaticus sellatus
Hydaticus sellatus es una especie de escarabajo del género Hydaticus, familia Dytiscidae. Fue descrita científicamente por Régimbart en 1883.
Habita en Australia y Asia meridional.